# Pallavolo Macerata 2024-2025
Questa voce raccoglie le informazioni riguardanti la Pallavolo Macerata nelle competizioni ufficiali della stagione 2024-2025.

## Stagione
Nella stagione 2024-25 la Pallavolo Macerata assume la denominazione sponsorizzata di Banca Macerata Fisiomed MC.
Partecipa per la seconda volta al campionato di Serie A2 terminando la stagione all'undicesimo posto in classifica.
Al termine della regular season di campionato partecipa alla Coppa Italia di Serie A2 dove viene eliminata nei quarti di finale dalla Virtus Aversa.

## Organigramma societario
Area direttiva
- Presidente: Gianluca Tittarelli
- Vicepresidente: Arturo Angelozzi
- Direttore generale: Italo Vullo
- Segretario generale: Alberto Graziani
- Team manager: Giuseppe Spernanzoni
- Dirigente accompagnatore: Vincenzo Grassi

Area tecnica
- Allenatore: Maurizio Castellano
- Allenatore in seconda: Federico Domizioli
- Assistente allenatore: Ettore Martusciello, Marco Pacetti
- Scout man: Michele Caldarola, Andrea Stortoni

Area comunicazione
- Responsabile comunicazione: Elisa Giuliani
- Addetto stampa: Lorenzo Gabrielli

Area marketing
- Responsabile marketing: Elisa Giuliani

Area sanitaria
- Medico: Antonella Scarponi
- Preparatore atletico: Gianluca Paolorosso
- Fisioterapista: Marco Cicellini, Francesco Maccari
- Ortopedico: Stefano Benedetti
- Osteopata: Federico Ascenzi

## Rosa
| N° | Nome                | Ruolo | Data di nascita   | Nazionalità sportiva |
| -- | ------------------- | ----- | ----------------- | -------------------- |
| 2  | Luca Pozzebon       | P     | 30 marzo 2005     | Italia               |
| 3  | Sebastiano Marsili  | P     | 8 dicembre 1996   | Italia               |
| 4  | Tommaso Ichino      | S     | 5 giugno 2004     | Italia               |
| 5  | Stefano Ferri       | S     | 2 settembre 2000  | Italia               |
| 7  | Samuil Valchinov    | S     | 21 dicembre 2001  | Bulgaria             |
| 8  | Giuseppe Ottaviani  | S     | 12 dicembre 1991  | Italia               |
| 9  | Alberto Cavasin     | O     | 19 giugno 2001    | Italia               |
| 10 | Bara Fall           | C     | 20 novembre 1997  | Italia               |
| 11 | Gabriele Sanfilippo | C     | 7 luglio 2000     | Italia               |
| 12 | Todor Dimitrov      | S     | 6 aprile 2001     | Bulgaria             |
| 13 | Niels Klapwijk      | O     | 19 settembre 1985 | Paesi Bassi          |
| 17 | Simone Gabbanelli   | L     | 4 luglio 1991     | Italia               |
| 20 | Martin Berger       | C     | 3 aprile 2003     | Italia               |
| 21 | Tommy Palombarini   | L     | 21 febbraio 2003  | Italia               |
| 30 | Leo Andrić          | S     | 20 luglio 1994    | Croazia              |

## Mercato
| Acquisti                               | Acquisti           | Acquisti          | Acquisti   |
| R.                                     | Nome               | da                | Modalità   |
| -------------------------------------- | ------------------ | ----------------- | ---------- |
| S                                      | Leo Andrić         | Nižnij Novgorod   | definitivo |
| C                                      | Martin Berger      | Trentino          | definitivo |
| O                                      | Alberto Cavasin    | Folgore Massa     | definitivo |
| S                                      | Stefano Ferri      | Atlantide Brescia | definitivo |
| S                                      | Tommaso Ichino     | Diavoli Rosa      | definitivo |
| S                                      | Giuseppe Ottaviani | Libertas Brianza  | definitivo |
| P                                      | Luca Pozzebon      | Treviso           | definitivo |
| S                                      | Samuil Valchinov   | Montana           | definitivo |
| Trasferimenti nel corso della stagione |                    |                   |            |
| S                                      | Todor Dimitrov     | Odolena Voda      | definitivo |
| O                                      | Niels Klapwijk     | Atlantide Brescia | definitivo |

| Cessioni                               | Cessioni          | Cessioni               | Cessioni   |
| R.                                     | Nome              | a                      | Modalità   |
| -------------------------------------- | ----------------- | ---------------------- | ---------- |
| O                                      | Nicolò Casaro     | New Mater              | definitivo |
| O                                      | Davide D'Amato    | Trentino               | definitivo |
| S                                      | Enrico Lazzaretto | SportSpecialist        | definitivo |
| C                                      | Michele Orazi     | Spike Devils           | definitivo |
| S                                      | Mitja Pahor       | Lupi Santa Croce       | definitivo |
| S                                      | Gaetano Penna     | Alessano               | definitivo |
| L                                      | Jacopo Ravellino  | Game                   | definitivo |
| P                                      | Luca Scrollavezza | Template:Volley Cascia | definitivo |
| S                                      | Luciano Zornetta  | New Mater              | definitivo |
| Trasferimenti nel corso della stagione |                   |                        |            |
| S                                      | Leo Andrić        | Mursa Osijek           | definitivo |
| O                                      | Alberto Cavasin   | ?                      | ?          |

## Risultati

### Serie A2

#### Andata
| 1ª Giornata - 6 ottobre 2024 PalaFontescodella, Macerata          | Macerata          | 1 - 3 | Pineto               | 18-25, 19-25, 35-33, 20-25        |
| 2ª Giornata - 13 ottobre 2024 PalaAllende, Fano                   | Virtus Fano       | 3 - 1 | Macerata             | 19-25, 27-25, 25-22, 25-17        |
| 3ª Giornata - 20 ottobre 2024 PalaFontescodella, Macerata         | Macerata          | 3 - 2 | Saturnia Acicastello | 21-25, 29-31, 25-19, 25-23, 15-13 |
| 4ª Giornata - 27 ottobre 2024 PalaSurace, Palmi                   | Franco Tigano     | 3 - 2 | Macerata             | 25-23, 27-29, 21-25, 25-21, 15-8  |
| 5ª Giornata - 31 ottobre 2024 PalaFontescodella, Macerata         | Macerata          | 3 - 0 | Emma Villas          | 25-21, 29-27, 29-27               |
| 6ª Giornata - 3 novembre 2024 PalaBigi, Reggio nell'Emilia        | Tricolore         | 3 - 0 | Macerata             | 26-24, 25-23, 25-21               |
| 7ª Giornata - 10 novembre 2024 PalaFontescodella, Macerata        | Macerata          | 3 - 0 | Libertas Brianza     | 25-23, 25-20, 25-22               |
| 8ª Giornata - 17 novembre 2024 PalaJacazzi, Aversa                | Virtus Aversa     | 3 - 0 | Macerata             | 25-22, 25-21, 25-23               |
| 9ª Giornata - 24 novembre 2024 Palazzetto dello Sport, Porto Viro | Porto Viro        | 3 - 1 | Macerata             | 25-19, 21-25, 25-22, 25-22        |
| 10ª Giornata - 1º dicembre 2024 PalaFontescodella, Macerata       | Macerata          | 2 - 3 | Atlantide Brescia    | 20-25, 22-25, 25-21, 27-25, 16-18 |
| 11ª Giornata - 8 dicembre 2024 PalaCastagnaretta, Cuneo           | Cuneo             | 3 - 1 | Macerata             | 17-25, 25-21, 25-18, 25-17        |
| 12ª Giornata - 15 dicembre 2024 PalaFontescodella, Macerata       | Macerata          | 3 - 1 | Prata                | 26-24, 25-27, 26-24, 25-21        |
| 13ª Giornata - 22 dicembre 2024 PalaDeAndré, Ravenna              | Porto Robur Costa | 3 - 1 | Macerata             | 25-18, 25-23, 21-25, 29-27        |

#### Ritorno
| 14ª Giornata - 26 dicembre 2024 Pala Santa Maria, Pineto              | Pineto               | 3 - 0 | Macerata          | 25-17, 25-16, 27-25               |
| 15ª Giornata - 29 dicembre 2024 PalaFontescodella, Macerata           | Macerata             | 2 - 3 | Virtus Fano       | 28-30, 16-25, 27-25, 25-20, 12-15 |
| 16ª Giornata - 6 gennaio 2025 PalaCatania, Catania                    | Saturnia Acicastello | 3 - 0 | Macerata          | 25-16, 25-22, 25-20               |
| 17ª Giornata - 12 gennaio 2025 PalaFontescodella, Macerata            | Macerata             | 2 - 3 | Franco Tigano     | 23-25, 19-25, 25-23, 25-19, 15-17 |
| 18ª Giornata - 19 gennaio 2025 PalaMensSana, Siena                    | Emma Villas          | 1 - 3 | Macerata          | 25-21, 19-25, 24-26, 21-25        |
| 19ª Giornata - 26 gennaio 2025 PalaFontescodella, Macerata            | Macerata             | 2 - 3 | Tricolore         | 17-25, 25-21, 23-25, 25-23, 13-15 |
| 20ª Giornata - 2 febbraio 2025 Pala Francescucci, Casnate con Bernate | Libertas Brianza     | 2 - 3 | Macerata          | 27-29, 15-25, 25-21, 25-23, 12-15 |
| 21ª Giornata - 9 febbraio 2025 PalaFontescodella, Macerata            | Macerata             | 3 - 2 | Virtus Aversa     | 23-25, 18-25, 25-22, 25-23, 15-12 |
| 22ª Giornata - 15 febbraio 2025 PalaFontescodella, Macerata           | Macerata             | 3 - 2 | Porto Viro        | 22-25, 25-19, 22-25, 25-21, 15-12 |
| 23ª Giornata - 23 febbraio 2025 PalaSanFilippo, Brescia               | Atlantide Brescia    | 3 - 1 | Macerata          | 25-17, 25-23, 16-25, 25-21        |
| 24ª Giornata - 2 marzo 2025 PalaFontescodella, Macerata               | Macerata             | 0 - 3 | Cuneo             | 16-25, 20-25, 19-25               |
| 25ª Giornata - 9 marzo 2025 PalaPrata, Prata di Pordenone             | Prata                | 1 - 3 | Macerata          | 25-20, 20-25, 15-25, 29-31        |
| 26ª Giornata - 16 marzo 2025 PalaFontescodella, Macerata              | Macerata             | 2 - 3 | Porto Robur Costa | 25-23, 25-22, 26-28, 22-25, 13-15 |

### Coppa Italia di Serie A2
| Ottavi di finale (gara 1) - 5 aprile 2025 PalaCosta, Ravenna           | Porto Robur Costa | 2 - 3 | Macerata          | 20-25, 21-25, 25-21, 25-22, 8-15 |
| Ottavi di finale (gata 2) - 12 aprile 2025 PalaFontescodella, Macerata | Macerata          | 3 - 0 | Porto Robur Costa | 25-23, 25-14, 25-20              |
| Quarti di finale - 1º maggio 2025 PalaJacazzi, Aversa                  | Virtus Aversa     | 3 - 0 | Macerata          | 25-22, 25-19, 25-22              |

## Statistiche

### Statistiche di squadra
| Competizione             | Punti | In casa | In casa | In casa | In trasferta | In trasferta | In trasferta | Totale | Totale | Totale |
| Competizione             | Punti | G       | V       | P       | G            | V            | P            | G      | V      | P      |
| ------------------------ | ----- | ------- | ------- | ------- | ------------ | ------------ | ------------ | ------ | ------ | ------ |
| Serie A2                 | 29    | 13      | 6       | 7       | 13           | 3            | 10           | 26     | 9      | 17     |
| Coppa Italia di Serie A2 |       | 1       | 1       | 0       | 2            | 1            | 1            | 3      | 2      | 1      |
| Totale                   | -     | 14      | 7       | 7       | 15           | 4            | 11           | 29     | 11     | 18     |

G = partite giocate; V = partite vinte; P = partite perse 

### Statistiche dei giocatori
| Giocatore      | Serie A2 | Serie A2 | Serie A2 | Serie A2 | Serie A2 | Coppa Italia di Serie A2 | Coppa Italia di Serie A2 | Coppa Italia di Serie A2 | Coppa Italia di Serie A2 | Coppa Italia di Serie A2 | Totale | Totale | Totale | Totale | Totale |
| Giocatore      | P        | PT       | AV       | MV       | BV       | P                        | PT                       | AV                       | MV                       | BV                       | P      | PT     | AV     | MV     | BV     |
| -------------- | -------- | -------- | -------- | -------- | -------- | ------------------------ | ------------------------ | ------------------------ | ------------------------ | ------------------------ | ------ | ------ | ------ | ------ | ------ |
| L. Andrić      | 0        | 0        | 0        | 0        | 0        | -                        | -                        | -                        | -                        | -                        | 0      | 0      | 0      | 0      | 0      |
| M. Berger      | 26       | 211      | 141      | 62       | 8        | 1                        | 4                        | 4                        | 0                        | 0                        | 27     | 215    | 145    | 62     | 8      |
| A. Cavasin     | 13       | 31       | 29       | 1        | 1        | -                        | -                        | -                        | -                        | -                        | 13     | 31     | 29     | 1      | 1      |
| T. Dimitrov    | 8        | 17       | 15       | 1        | 1        | 2                        | 1                        | 1                        | 0                        | 0                        | 10     | 18     | 16     | 1      | 1      |
| B. Fall        | 26       | 236      | 171      | 58       | 7        | 3                        | 33                       | 21                       | 12                       | 0                        | 29     | 269    | 192    | 70     | 7      |
| S. Ferri       | 24       | 90       | 83       | 6        | 1        | 3                        | 3                        | 3                        | 0                        | 0                        | 27     | 93     | 86     | 6      | 1      |
| S. Gabbanelli  | 26       | 0        | 0        | 0        | 0        | 3                        | 0                        | 0                        | 0                        | 0                        | 29     | 0      | 0      | 0      | 0      |
| T. Ichino      | 23       | 19       | 17       | 2        | 0        | 3                        | 8                        | 5                        | 2                        | 1                        | 26     | 27     | 22     | 4      | 1      |
| N. Klapwijk    | 23       | 377      | 331      | 21       | 25       | 3                        | 49                       | 41                       | 4                        | 4                        | 26     | 426    | 372    | 25     | 29     |
| S. Marsili     | 26       | 65       | 21       | 34       | 10       | 3                        | 4                        | 2                        | 1                        | 1                        | 29     | 69     | 23     | 35     | 11     |
| G. Ottaviani   | 26       | 236      | 176      | 15       | 45       | 3                        | 25                       | 15                       | 1                        | 9                        | 29     | 261    | 191    | 16     | 54     |
| T. Palombarini | 0        | 0        | 0        | 0        | 0        | 0                        | 0                        | 0                        | 0                        | 0                        | 0      | 0      | 0      | 0      | 0      |
| L. Pozzebon    | 23       | 0        | 0        | 0        | 0        | 2                        | 0                        | 0                        | 0                        | 0                        | 25     | 0      | 0      | 0      | 0      |
| G. Sanfilippo  | 19       | 54       | 34       | 17       | 3        | 3                        | 18                       | 10                       | 3                        | 5                        | 22     | 72     | 44     | 20     | 8      |
| S. Valchinov   | 26       | 369      | 304      | 43       | 22       | 3                        | 35                       | 30                       | 1                        | 4                        | 29     | 404    | 334    | 44     | 26     |

P = presenze; PT = punti totali; AV = attacchi vincenti; MV = muri vincenti; BV = battute vincenti